# Diogo Almeida
Diogo Santos de Almeida (Rio de Janeiro, 6 de dezembro de 1984) é um ator e psicólogo brasileiro.

## Biografia
Nasceu em 6 de dezembro de 1984, no Rio de Janeiro. É filho de Carlos Alberto e Vilma Maria. Formado em Artes cênicas e Psicologia, o ator decidiu seguir as duas carreiras e conciliar seus trabalhos com atendimentos psicoterapêuticos. É envolvido em iniciativas direcionadas a mulheres vítimas de violência e a crianças com Transtorno do Espectro Autista (TEA).

## Carreira
Iniciou a carreira artística aos 11 anos de idade no teatro. Trabalhou como modelo e chegou a conciliar o ofício com o curso de artes cênicas da Casa das Artes de Laranjeiras (CAL).
Sua estreia na televisão foi em Duas Caras, telenovela da TV Globo, em 2007, com o personagem Rudolf Stenzel. Em 2009, fez Promessas de Amor, parte da trilogia Mutantes, da Rede Record, e interpretou o investigador Garcia. Em 2019, fez a macrossérie bíblica Jezabel dando vida ao personagem Jamal. Em 2020, o ator deu vida ao escravo Manoel na série Brasil Imperial, da Amazon Prime. Em 2021, Diogo foi escalado para o personagem Pedro no filme argentino Errante Corazón ao lado do ator internacional Leonardo Sbaraglia e do brasileiro, Tuca Andrada. Em 2023, Diogo foi aprovado em testes para protagonizar Amor Perfeito, novela das seis da TV Globo. Na trama, ele vive um médico que é apaixonado por Marê (Camila Queiroz).
Já no teatro viajou para diferentes capitais do país com o musical Mania de Explicação, em 2014 e 2015. O espetáculo foi dirigido por Gabriel Vilela e texto de Adriana Falcão. Em 2016, Diogo ficou em cartaz com a peça Dhrama, escrita por João Falcão, no Sesc Tijuca, no Rio de Janeiro.
Em 9 de janeiro de 2025, ele foi confirmado como participante da vigésima quinta temporada do Big Brother Brasil, junto com sua mãe, Vilma Nascimento. Em 25 de fevereiro, Diogo foi eliminado no sexto paredão, após 44 dias de confinamento, saindo com a porcentagem de 43,93% dos votos, contra a atriz Vitória Strada e sua mãe, Vilma, que permaneceu na disputa.

## Filmografia

### Televisão
| Ano  | Título                   | Personagem               | Notas        |
| ---- | ------------------------ | ------------------------ | ------------ |
| 2007 | Duas Caras               | Rudolf Stenzel           |              |
| 2009 | Promessas de Amor        | Pedro Garcia             |              |
| 2019 | Jezabel                  | Jamal                    |              |
| 2020 | Brasil Imperial          | Manoel Cabral            |              |
| 2023 | Amor Perfeito            | Orlando Gouveia          |              |
| 2024 | The Masked Singer Brasil | Relógio Cuco (8º lugar)  | Temporada 4  |
| 2025 | Big Brother Brasil       | Participante (17º lugar) | Temporada 25 |

### Cinema
| Ano  | Título                         | Personagem    | Nota                       |
| ---- | ------------------------------ | ------------- | -------------------------- |
| 2016 | A Frente Fria que a Chuva Traz | Rapaz do beco | Participação especial      |
| 2021 | Errante Corazón                | Pedro         | Elenco principal           |
| 2025 | Missão Porto Seguro            | Bertinho      | Filme Original Prime Video |

## Prêmios e indicações
| Ano  | Prêmio                     | Categoria                                        | Indicação     | Resultado |
| ---- | -------------------------- | ------------------------------------------------ | ------------- | --------- |
| 2023 | BreakTudo Awards           | Melhor Ator Nacional                             | Amor Perfeito | Indicado  |
| 2023 | Prêmio Noticiasdetv.com    | Melhor Ator Revelação                            | Amor Perfeito | Indicado  |
| 2023 | Prêmio ArteBlitz de Novela | Melhor Ator Protagonista (voto popular)          | Amor Perfeito | Indicado  |
| 2023 | Prêmio ArteBlitz de Novela | Melhor Casal com (Camila Queiroz) (voto popular) | Amor Perfeito | Indicado  |